# Köpmantjärnen
Köpmantjärnen är en sjö i Kramfors kommun i Ångermanland och ingår i Ångermanälvens huvudavrinningsområde. Sjön är 8 meter djup, har en yta på 0,102 kvadratkilometer och är belägen 67,3 meter över havet.

## Delavrinningsområde
Köpmantjärnen ingår i det delavrinningsområde (699816-160275) som SMHI kallar för Inloppet i Dämstasjön. Medelhöjden är 102 meter över havet och ytan är 7 kvadratkilometer. Räknas de 26 avrinningsområdena uppströms in blir den ackumulerade arean 132,01 kvadratkilometer. Loån (Viättån) som avvattnar avrinningsområdet har biflödesordning 2, vilket innebär att vattnet flödar genom totalt 2 vattendrag innan det når havet efter 8,1 kilometer. Avrinningsområdet består mestadels av skog (86 procent). Avrinningsområdet har 0,1 kvadratkilometer vattenytor vilket ger det en sjöprocent på 1,5 procent.